# Через сто років у травні
«Через сто років у травні» («Saja aasta pärast mais») — радянський художній фільм 1986 року, знятий режисером Кальйо Кійськом на кіностудії «Талліннфільм».

## Сюжет
В основі сюжету — останні дні життя Віктора Кінгісеппа (1888—1922).

## У ролях
- Юрій Крюков — Віктор Кінгісепп (дубляж: Володимир Єрьомін)
- Яан Реккор — Яан Креукс (дубляж: Ігор Окрепілов)
- Арво Кукумягі — Лінкхорст (дубляж: В'ячеслав Захаров)
- Сулев Луйк — естонський поет (дубляж: Володимир Летенков)
- Євген Філатов — російський поет (дубляж: Геннадій Богачов)
- Кярт Крос — Юліана Тельман (дубляж: Наталія Кареслі)
- Ангеліна Семенова — Саломонія Тельман (дубляж: Світлана Смирнова)
- Каарін Райд — мати Тельманів (дубляж: Людмила Ксенофонтова)
- Евальд Хермакюла — державний контролер Ойнас (дубляж: Вадим Яковлєв)
- Марія Кльонська — Альма Ойнас (дубляж: Олександра Кожевникова)
- Аго-Ендрік Керге — Пійп, міністр закордонних справ (дубляж: Геннадій Нілов)
- Євген Гайчук — посланник Радянської Росії (дубляж: Юхим Каменецький)
- Маті Унт — слідчий Лінкхорста (дубляж: Олександр Дем'яненко)
- Енн Козе — державний старійшина (дубляж: Ігор Єфімов)
- Александр Еельмаа — член Військового трибуналу (дубляж: Гелій Сисоєв)
- Велло Янсон — Варфоломєєв
- Андрус Ваарік — солдат
- Аарне-Маті Юкскюла — начальник МВС
- Кальйо Кійск — слідчий Кінгісеппа
- Мадіс Кальмет — Едуард Кягу
- Рудольф Аллаберт — A. Янсон, соціаліст
- Енн Краам — Йоханнес Ваня
- Сійрі Сісаск — Вільгельміна Клементі
- Кармен Міківер — Аліса
- Лейда Раммо — господиня
- Тину Карк — посадова особа
- Хейно Мандрі — голова Військового трибуналу
- Тоомас Лихмусте — Хаусманн, шпигун
- Арво Круусемент — Яан Тиніссон
- Рейн Мальмстен — міністр внутрішніх справ
- Ендель Сіммерманн — голова Державних зборів
- Віра Федорова — дама з вінком
- Маті Клоорен — Дзержинський
- Роберт Гутман — тюремник
- Тоомас Урб — поліцейський під час обшуку
- Пеетер Урбла — член військового трибуналу
- Ханс Калдоя — член військового трибуналу
- Маргус Туулінг — член військового трибуналу
- Пеетер Сімм — член військового трибуналу
- Рейн Оя — епізод

## Знімальна група
- Режисер — Кальйо Кійськ
- Сценарист — Маті Унт
- Оператор — Юрій Сілларт
- Композитор — Ерккі-Свен Тююр
- Художник — Тоомас Хирак